# Violett Beane
Violett Beane (St. Petersburg, Florida, 1996. május 18. –) amerikai színésznő.
Legismertebb alakítása Fürge Jesse a Flash – A Villám című sorozatban.

## Filmográfia

### Film
| Év   | Magyar cím         | Eredeti cím   | Szerep         | Magyar hang      |
| ---- | ------------------ | ------------- | -------------- | ---------------- |
| 2016 |                    | Slash         | Lindsay        |                  |
| 2016 |                    | Tower         | Claire Wilson  |                  |
| 2018 | Felelsz vagy mersz | Truth or Dare | Markie Cameron | Földes Eszter    |
| 2019 |                    | Flay          | Bethany        |                  |
| 2025 |                    | Renner        | Jamie          |                  |
| 2025 | Gyilkos randi      | Drop          | Jen Gates      | Szakács Hajnalka |

### Televízió
| Év        | Magyar cím        | Eredeti cím         | Szerep                    | Megjegyzések                              |
| --------- | ----------------- | ------------------- | ------------------------- | ----------------------------------------- |
| 2015      | A hátrahagyottak  | The Leftovers       | Taylor                    | visszatérő szereplő (5 epizód)            |
| 2015–2018 | Flash – A Villám  | The Flash           | Jesse Wells / Jesse Quick | visszatérő szereplő 2–4. évad (21 epizód) |
| 2016      | Bűnös Chicago     | Chicago P.D.        | Maya Collins              | 1 epizód                                  |
| 2018      | A Rezidens        | The Resident        | Lily Kendall              | visszatérő szereplő 1. évad (8 epizód)    |
| 2018      | A holnap legendái | Legends of Tomorrow | Jesse Wells               | 1 epizód                                  |
| 2018–2020 | Isten belájkolt   | God Friended Me     | Cara Bloom                | főszereplő                                |